# Narodni glas (dnevni list, Osijek)
Narodni glas je bio hrvatski dnevnik iz Osijeka. Ove novine su počele izlaziti 1925., a prestale su izlaziti 1925.(?).
Uređivao ga je Juraj Oršić.